# 349
349（三百四十九、さんびゃくよんじゅうきゅう）は自然数、また整数において、348の次で350の前の数である。

## 性質
- 349は70番目の素数であり、1つ前は347、次は353。
  - 約数の和は350。
- (347, 349) は21番目の双子素数である。1つ前は(311, 313)、次は(419, 421)。
- 34…49 の形の最小の素数である。次は3449。(オンライン整数列大辞典の数列 A101834)
- 1/349 は循環節の長さが116の循環小数である。
  - 逆数が循環小数になる数で循環節が116になる最小の数である。次は698。
  - 循環節が n になる最小の数である。1つ前の115は31511、次の117は4293。(オンライン整数列大辞典の数列 A003060)
- 各位の和が16になる13番目の数である。1つ前は295、次は358。
  - 各位の和が16になる数で素数になる4番目の数である。1つ前は277、次は367。(オンライン整数列大辞典の数列 A106757)
- 各位の立方和が820になる最小の数である。次は394。(オンライン整数列大辞典の数列 A055012)
  - 各位の立方和が n になる最小の数である。1つ前の819は2577、次の821は1349。(オンライン整数列大辞典の数列 A165370)
- 349 = 52 + 182
  - 異なる2つの平方数の和で表せる105番目の数である。1つ前は346、次は353。(オンライン整数列大辞典の数列 A004431)
- 349 = 32 + 42 + 182 = 32 + 122 + 142 = 62 + 122 + 132
  - 3つの平方数の和3通りで表せる50番目の数である。1つ前は347、次は356。(オンライン整数列大辞典の数列 A025323)
  - 異なる3つの平方数の和3通りで表せる30番目の数である。1つ前は342、次は353。(オンライン整数列大辞典の数列 A025341)
- 349 = 23 + 53 + 63
  - 3つの正の数の立方数の和1通りで表せる45番目の数である。1つ前は345、次は352。(オンライン整数列大辞典の数列 A025395)
  - 3つの正の数の立方数の和で表せる13番目の素数である。1つ前は307、次は359。(オンライン整数列大辞典の数列 A007490)
  - 異なる3つの正の数の立方数の和1通りで表せる18番目の数である。1つ前は342、次は352。(オンライン整数列大辞典の数列 A025399)
  - 異なる3つの正の数の立方数の和で表せる6番目の素数である。1つ前は307、次は521。(オンライン整数列大辞典の数列 A122723)
  - n = 3 のときの 2n + 5n + 6n の値とみたとき1つ前は65、次は1937。(オンライン整数列大辞典の数列 A074537)
- 349 = 73 + 7 − 1
  - n = 7 のときの n3 + n − 1 の値とみたとき1つ前は221、次は519。
    - この形の3番目の素数である。1つ前は67、次は1009。(オンライン整数列大辞典の数列 A182332)

## その他 349 に関連すること
- 年始から数えて349日目は12月15日、閏年は12月14日。
- デューイ (USS Dewey, DD-349) は、アメリカ海軍の駆逐艦。
- ジェントリー (USS Gentry, DE-349) は、アメリカ海軍の護衛駆逐艦。
- ディオドン (USS Diodon, SS-349) は、アメリカ海軍の潜水艦。
- バッヘム Ba 349 ナッター は第二次世界大戦時にドイツで試作されたミサイル。
- ペプシ349事件（349 incident）はフィリピン・ペプシコ社の懸賞キャンペーン、「Pepsi Number Fever」で発生した大賞の大量当選事件及びこれにより起こった暴動である[1]。